# Duvall Hecht
Duvall Young Hecht (Los Angeles, 23 aprile 1930 – Costa Mesa, 10 febbraio 2022) è stato un canottiere statunitense.

## Palmarès

### Olimpiadi
- 1 medaglia:
  - 1 oro (Melbourne 1956 nel due senza)